# Dutrów
Dutrów – wieś w Polsce, położona w województwie lubelskim, w powiecie tomaszowskim, w gminie Telatyn.
Wieś stanowi sołectwo gminy Telatyn. Według Narodowego Spisu Powszechnego z roku 2011 wieś liczyła 276 mieszkańców.
W latach 1975–1998 wieś administracyjnie należała do województwa zamojskiego.
Wierni Kościoła rzymskokatolickiego należą do parafii Podwyższenia Krzyża Świętego w Żulicach.
W obszar wsi wchodzą:
| Integralne części wsi Dutrów | Integralne części wsi Dutrów | Integralne części wsi Dutrów |
| SIMC                         | Nazwa                        | Rodzaj                       |
| ---------------------------- | ---------------------------- | ---------------------------- |
| 0901453                      | Bazarek                      | część wsi                    |
| 0901460                      | Centro                       | część wsi                    |
| 0901476                      | Głęboka Łąka                 | część wsi                    |
| 0901482                      | Kolonia                      | część wsi                    |
| 0901499                      | Kryniczka                    | część wsi                    |
| 0901507                      | Nowy Dutrów                  | część wsi                    |

## Etymologia
Dutrów – niegdyś zwana także Dojutrów. Nazwa wsi wywodzi się od nazwy osobowej „Dojutro” początkowo z sufiksem ~ów, przekształcona następnie na Dutrów po zamianie ~oju na ~u.

## Historia
Wieś wzmiankowana w 1411 roku jako „de Dutrow” w składzie rzymskokatolickiej parafii w Nabróżu. Z rejestru poborowego z roku 1564 w wynika, że w części należała do Turkowickich. W tym samym roku wieś posiadała 3 łany (to jest ok. 50,4 ha) gruntów. Od około 1820 roku własność Wysoczańskich.
Według spisu miast, wsi, osad Królestwa Polskiego z 1827 roku wieś liczyła 43 domy oraz 229 mieszkańców. Dziewiętnastowieczna
nota Słownika geograficznego Królestwa Polskiego z roku 1881 mówi o niej następująco: „Zajęcie ludności rolnicze, przemysłu żadnego, z wyjątkiem kontrabandy (przemytu), którą po większej części się zajmują”. Na
przełomie XIX i XX w. istniała we wsi drewniana cerkiew pounicka.